# Vysoké Studnice
Vysoké Studnice (německy Hochstudnitz) jsou obec v okrese Jihlava v Kraji Vysočina. Žije zde 427 obyvatel.

## Název
Název se vyvíjel od varianty Studnicze (1556, 1585), Studnitz (1679, 1718), Hoch Studnitz (1720), Studnitz (1751), Hoch Studnitz (1798), Hoch Studnitz a Wysoka Studnice (1846, 1850), Hochstudnitz a Vysoká Studnice (1872) až k podobě Vysoká Studnice Studnice v letech 1881 a 1924. Místní jméno je množným číslem k obecnému jménu studnicě (studně) a znamenalo místo, kde jsou studně. Přívlastek Vysoké získaly podle polohy. Pojmenování je rodu ženského, čísla pomnožného a genitiv zní Vysokých Studnic.

## Historie
První písemná zmínka o obci pochází z roku 1342. Sbor dobrovolných hasičů vznikl 18. května 1889. V roce 2013 měl 81 členů.
Obec Vysoké Studnice v roce 2010 obdržela ocenění v soutěži Vesnice Vysočiny, konkrétně získala ocenění modrý diplom, tj. diplom za vzorné vedení obecní knihovny. Obec Vysoké Studnice v roce 2011 obdržela ocenění v soutěži Vesnice Vysočiny, konkrétně získala ocenění diplom za vybudování občanské vybavenosti z vlastních zdrojů.

## Přírodní poměry
Nachází se tři kilometry jihozápadně od Věžnic, jedenáct kilometrů západně od Měřína, 6,5 kilometru severozápadně od Kamenice, 3,5 kilometru severně od Luk nad Jihlavou, dvanáct kilometrů východně od Jihlavy a pět kilometrů východně od Velkého Beranova. Geomorfologicky je oblast součástí Česko-moravské subprovincie, konkrétně Křižanovské vrchoviny a jejího podcelku Brtnická vrchovina, v jejíž rámci spadá pod geomorfologický okrsek Řehořovská pahorkatina. Průměrná nadmořská výška činí 568 metrů. Nejvyšší bod, Na Babylónu (598 m n. m.), leží severně od obce. Západně od Vysokých Studnic stojí Bukovec (561 m n. m.). Obcí protéká Studnický potok a východní částí katastru Křenický potok.

## Obyvatelstvo
Podle sčítání 1930 zde žilo v 87 domech 483 obyvatel. 482 obyvatel se hlásilo k československé národnosti a 1 k německé. Žilo zde 482 římských katolíků.
| Rok            | 1869 | 1880 | 1890 | 1900 | 1910 | 1921 | 1930 | 1950 | 1961 | 1970 | 1980 | 1991 | 2001 | 2011 | 2021 |
| -------------- | ---- | ---- | ---- | ---- | ---- | ---- | ---- | ---- | ---- | ---- | ---- | ---- | ---- | ---- | ---- |
| Počet obyvatel | 360  | 395  | 491  | 490  | 448  | 456  | 483  | 365  | 400  | 360  | 343  | 330  | 339  | 399  | 407  |
| Počet domů     | 47   | 60   | 64   | 64   | 67   | 74   | 87   | 94   | 98   | 94   | 88   | 106  | 102  | 132  | 138  |

## Obecní správa a politika
Od 1. ledna 1989 do 31. prosince 1991 byly částí Luk nad Jihlavou, 1. ledna 1992 se staly opět samostatnou obcí.

### Zastupitelstvo a starosta, členství ve sdruženích
Obec má 7členné zastupitelstvo, v jehož čele stojí starosta Jaroslav Vrána.
| Období    | Voliči | Účast v % | Mandáty | Výsledky               | Starosta           |
| --------- | ------ | --------- | ------- | ---------------------- | ------------------ |
| 2002–2006 | 265    | 58,11     | 7       | 7 Sdružení nezávislých | Arnoštka Ženčáková |
| 2006–2010 | 272    | 63,60     | 7       | 7 Sdružení nezávislých | Arnoštka Ženčáková |
| 2010–2014 | 296    | 67,23     | 7       |                        | Arnoštka Ženčáková |
| 2014–2018 | 319    | 74,29     | 7       |                        | Jaroslav Vrána     |

Vysoké Studnice jsou členem Svazku obcí mikroregionu Loucko a místní akční skupiny LEADER - Loucko.

### Obecní symboly
Znak a vlajka byly obci uděleny rozhodnutím předsedy Poslanecké sněmovny Parlamentu České republiky dne 22. listopadu 2001. Znak: V červeno-modře děleném štítě nahoře vyrůstající zlatý kůň, dole tři zkřížené stříbrné palcáty. Vlajka: List tvoří šest vodorovných pruhů, červený a střídavě bílé a modré, v poměru 5:1:1:1:1:1. Do žerďové poloviny červeného pruhu vyrůstá žlutý kůň s bílými zuby. Poměr šířky k délce listu je 2:3.

## Hospodářství a doprava
V obci sídlí firmy zemědělská společnost LUKA, a.s., Farma Studnička a.s., BEKOS, N.D., s.r.o., KAMIR K + Z, spol. s r.o. a obchod JEDNOTA, spotřební družstvo Velké Meziříčí., hostinec. Obcí prochází silnice II. třídy č. 602 z Jihlavy do Měřína a komunikace III. třídy č. 4046 (místní) a č. 4041 do Luk nad Jihlavou. Dopravní obslužnost zajišťují dopravci ICOM transport, TRADO-BUS a Tourbus. Autobusy jezdí ve směrech Brno, Velké Meziříčí, Jihlava, Tábor, Písek, Strakonice, Velká Bíteš, Kamenice, Bransouze a Náměšť nad Oslavou.

## Školství, kultura a sport
Mateřská škola Studnička sídlí ve Vysokých Studnicích. Místní děti dojíždějí do základní školy v Lukách nad Jihlavou nebo ve Velkém Beranově. Pro kulturní vyžití jsou určeny Horní klubovna a společenský sál. Působí zde OS Pampeliška, Klub žen a Sbor dobrovolných hasičů Vysoké Studnice. Klubovnu tu má 7. skautský oddíl Jihlava a Vysoké Studnice.

## Pamětihodnosti
- Kostel Nejsvětější Trojice
- Socha svatého Jana Nepomuckého

## Zajímavosti
- V místním kostele Nejsvětější Trojice a hřbitově se natáčel film Ať žije republika režiséra Karla Kachyni.
- V pohádce Český Honza (2003) je několik záběrů z okolí obce.